# Jojmá

Árbol de la vida

Chokmâh (חָכְמָה ,חכמה ISO 259 ḥoḵmah or khok-maw') es la palabra hebrea bíblica traducida como "sabiduría" en las versiones de la Biblia (LXX: σοφία sophia, Vulgata: sapientia).
La palabra aparece 149 veces en el texto masorético de la Biblia hebrea. Está relacionada con la palabra árabe para «sabiduría», ḥikma حكمة (de la raíz semítica Ḥ-K-M). El adjetivo ḥaḵam 'sabio' se usa como un honorífico, como en Talmid Chacham (literalmente, 'estudiante de un sabio') para un erudito de la Torá, o hakham Bashi para un rabino principal.
El Talmud (Shabbat 31a) describe el conocimiento de la orden talmúdica de Kodshim como un alto nivel de sabiduría, chokhmah. En la Cabalá, Chokhmah es la más alta de las sefirot de la línea derecha (kav yamin, el "Pilar de la Misericordia") en el Árbol de la Vida. Está en la parte inferior derecha de Kéter, con Binah enfrente.
Debajo están las sefirot de Chesed y Netzach. Por lo general, tiene cuatro caminos que van a Keter, Binah, Tifereth y Chesed.

## Biblia hebrea
Proverbios personifica la Sabiduría Divina, que existía antes de que el mundo fuera creado, reveló a Dios y actuó como agente de Dios en la creación (8:22–31 cf. 3:19; 8:4-6; 1:4,9). La sabiduría habitaba con Dios (8:22–31; cf. 24:4; 9:9-10) y siendo propiedad exclusiva de Dios era inaccesible para los seres humanos (28:12–13, 20–1, 23–27). Fue Dios quien "halló" la sabiduría (3:29-37) y se la dio a Israel:"Descubrió todo el camino del conocimiento, y lo dio a Jacob su siervo, ya Israel su amado. se mostró sobre la tierra y conversó con los hombres". (3:36-37; 24:1-12). 
Como figura femenina (Sir. 1:15; Sab. 7:12), la sabiduría se dirigió a los seres humanos (Prov. 1: 20–33; 8: 1–9: 6) invitando a su fiesta a los que aún no son sabios (Proverbios 9: 1-6). Sabiduría 7: 22b-8: 1 es un pasaje famoso que describe la Sabiduría Divina, incluido el pasaje: "Porque ella es el soplo del poder de Dios, y una pura influencia que fluye de la gloria del Todopoderoso; por tanto, ninguna cosa contaminada puede caer. porque ella es el resplandor de la luz eterna, el espejo sin mancha del poder de Dios y la imagen de su bondad. Y siendo una sola, puede hacer todas las cosas; y permaneciendo en sí misma, hace todas las cosas nuevas. y entrando en todas las épocas en las almas santas, las hace amigos de Dios y profetas". (Sabiduría 7: 25-27). Salomón, como el arquetípico sabio, se enamoró de Sabiduría: "La amé, y la busqué desde mi juventud, quise hacerla mi esposa, y fui un amante de su belleza". (Sabiduría 8:2).

## Cábala
Según el Bahir: "La segunda (expresión) es la sabiduría, como está escrito: 'YHWH me adquirió al principio de Su camino, antes de Sus obras de antaño' (Proverbios 8:22). Y no hay 'principio' sino sabiduría."
Chokhmah, la segunda de las diez sefirot, es el primer poder del intelecto consciente dentro de la Creación, y el primer punto de la existencia "real", ya que Keter representa la vacuidad. Según el libro de Job, "la sabiduría viene de la nada". Este punto es infinitamente pequeño y, sin embargo, abarca la totalidad del ser, pero permanece incomprensible hasta que se le da forma y forma en Binah.
El nombre de Dios asociado con Chokhmah es Yah.
Chokhmah aparece en la configuración de las sefirot en la parte superior del eje derecho, y corresponde en el tzelem Elokim ("la imagen divina") al ojo izquierdo, o hemisferio derecho del cerebro.
En su forma completamente articulada, Chokhmah posee dos partzufim ("caras" o "rasgos"): el superior de estos se conoce como Abba Ila'ah ("el padre superior"), mientras que el inferior se conoce como Yisrael Saba ( "Israel, el Viejo"). Estos dos partzufim se denominan conjuntamente Abba ("padre").
Chokhmah está asociado en el alma con el poder de la percepción intuitiva, destellando como un rayo a través de la conciencia. El partzuf de Abba Ila'ah está asociado con el poder de extraer espontáneamente tal percepción del reino superconsciente, mientras que el partzuf de Yisrael Saba está asociado con el poder de dirigirlo posteriormente a la conciencia.
Chokhmah es la fuerza primaria ("comienzo") en el proceso creativo, Creatividad, como se dice: "Los has hecho todos con Chokhmah". (Salmos 104: 24) La primera palabra de la Torá en Génesis, Breishit significa "En el principio (Dios creó los cielos y la tierra)", se traduce (Targum Yonatan) como "Con Chokhmah (Dios creó ...)".
Chokhmah también se llama Miedo, "porque no tiene medida de límite y, por lo tanto, la mente no tiene el poder de captarlo".  El libro de Job dice: "He aquí, el temor de Dios es sabiduría, y apartarse del mal es entendimiento" (Job 28:28).

## Ocultismo moderno
Según la Orden Hermética de la Aurora Dorada, el nombre de Dios asociado con Chokmah es Jehová, el arcángel que la preside es Raziel, la orden de ángeles que residen en ella son los Ofhanim (las ruedas), el Cielo de Assiah asociado con él se llama Mazloth, que implica el cumplimiento del destino, y el chakra mundano asociado con él es el Zodíaco.
En el Liber 777 de Aleister Crowley, Chokhma se representa como Los cuatro dos del Tarot, Iluminador, Thoth, Vishnu, Felicidad, Odin, Urano, Atenea, Dios Padre, Hombre, Amaranto, Lingam, Hachís, Fósforo, Almizcle y Yang (no es una lista completa).

### Citas
1. 1 2  «H2451 - ḥāḵmâ - Strong's Hebrew Lexicon (KJV)». Blue Letter Bible (en inglés). Consultado el 8 de marzo de 2021.
2. ↑  Para un resumen de la sabiduría en la Biblia hebrea, véase R.E. Murphy, "Wisdom in the Old Testament", Anchor Bible Dictionary (1992), vi. 920–931.
3. ↑  Arthur Green. A Guide to the Zohar.
4. ↑  Job. 28:12
5. ↑  Rabbi Moshe Cordovero. The Palm Tree of Devorah